# 德日斯图站
德日斯图站是一个集二铁路上的铁路车站，位于内蒙古自治区苏尼特右旗德日斯图苏木，建于1954年，目前为五等站，邮政编码为012516。目前客运：办理旅客乘降；不办理行李、包裹托运；货运：办理整车货物发到；不办理罐装危险货物发到。
1. ↑  . 中国铁路人才招聘网.   [2017-10-09]. （原始内容存档于2019-02-19）.